# 89282 Suzieimber
89282 Suzieimber è un asteroide della fascia principale. Scoperto nel 2001, presenta un'orbita caratterizzata da un semiasse maggiore pari a 2,5562038 au e da un'eccentricità di 0,1716027, inclinata di 4,90432° rispetto all'eclittica.